# Välluvs distrikt
Välluvs distrikt är ett distrikt i Helsingborgs kommun och Skåne län. 
Distriktet ligger sydost om Helsingborg. 

## Tidigare administrativ tillhörighet
Distriktet inrättades 2016 och utgörs av Välluvs socken i Helsingborgs kommun.
Området motsvarar den omfattning Välluvs församling hade till årsskiftet 1999/2000.